# Láz (Boêmia Central)
Láz é uma comuna checa localizada na região da Boêmia Central, distrito de Příbram.